# Kyseľová a Mníchova úboč
Kyseľová a Mníchova úboč este o arie protejată (arie specială de conservare — SAC, sit de importanță comunitară — SCI) din Slovacia întinsă pe o suprafață de 36,33 ha, integral pe uscat.

## Localizare
Centrul sitului Kyseľová a Mníchova úboč este situat la coordonatele 48°38′20″N 17°29′47″E / 48.638863°N 17.496359°E.

## Înființare
Situl Kyseľová a Mníchova úboč a fost declarat sit de importanță comunitară în septembrie 2015 pentru a proteja 12 specii de animale. Situl a fost protejat și ca arie specială de conservare în octombrie 2017.

## Biodiversitate
Situată în ecoregiunea alpină, aria protejată conține 6 habitate naturale: Tufărișuri subcontinentale peripanonice, Ape puternic oligomezotrofe cu vegetație bentonică cu Chara spp., Formațiuni de Juniperus communis pe lande sau pajiști calcaroase, Păduri aluvionare cu Alnus glutinosa și Fraxinus excelsior (Alno-Padion, Alnion incanae, Salicion albae), Cursuri de apă de la nivel de câmpie la nivel montan, cu vegetație Ranunculion fluitantis și Callitricho-Batrachion, Pajiști uscate seminaturale și facies de acoperire cu tufișuri pe substraturi calcaroase (Festuco-Brometalia) (* situri importante pentru orhidee).
La baza desemnării sitului se află mai multe specii protejate:
- amfibieni (5): izvoraș-cu-burta-galbenă (Bombina variegata),  broască râioasă brună (Bufo bufo), Rana arvalis, broasca-roșie-de-pădure (Rana dalmatina), broască roșie de munte (Rana temporaria)
- mamifere (1): castor (Castor fiber)
- nevertebrate (5): Cucujus cinnaberinus, fluturele de noapte (Eriogaster catax), Euplagia quadripunctaria, rădașcă (Lucanus cervus), fluturele purpuriu (Lycaena dispar)
- reptile (1): gușterul (Lacerta viridis)

Pe lângă speciile protejate, pe teritoriul sitului au mai fost identificate 1 specie de amfibieni.